# Osredek pri Dobrovi
Osredek pri Dobrovi este o localitate din comuna Dobrova-Polhov Gradec, Slovenia, cu o populație de 65 de locuitori.